# Kongsvinger IL
Kongsvinger IL, bildad 31 januari 1892, är en idrottsförening i Kongsvinger, Norge. Klubben bedriver bland annat fotboll, friidrott, handboll, ishockey, orientering, skidsport och skridskosport.

## Verksamhet

### KIL Toppfotball
Kongsvinger IL Toppfotball är fotbollssektionen. De spelar i 2. divisjon, Norges tredje högsta fotbollsdivision för herrar. Man spelade i Norges högstadivision från 1983 till 1999.

### KIL Ishockey
Kongsvinger Knights, bildad 27 januari 1961, var tidigare självständig förening men uppgick senare i Kongsvinger IL. Laget tog sig 2004 till 1. divisjon och har varit i GET-ligaen från 2014 till 2018. Laget spelar nu i tredje högsta division 2. divisjon.

### Fotnoter
1. ↑  Reidar Ånensen. ”Kongsvinger Idrettslag” (på norska). Store norske leksikon. https://snl.no/Kongsvinger_Idrettslag. Läst 29 september 2017.